# Ocupación de la Isla Santa Catalina
La ocupación de la Isla Santa Catalina comenzó el 30 de agosto de 1972, cuando los Boinas cafés, una organización de derechos chicanos, ocuparon la Isla Santa Catalina, frente a la costa de Los Ángeles, durante tres semanas. Los Boinas, encabezados por su «primer ministro» David Sánchez, declararon que el territorio pertenecía legítimamente a México y exigieron que sus c. 170 km². de tierra no urbanizada se convirtieran en viviendas.

## Contexto histórico
Sánchez se inspiró en la ocupación de Alcatraz, ocurrida tres años antes. Después de leer el Tratado de Guadalupe Hidalgo, que fue el acuerdo de paz que puso fin a la intervención estadounidense en México de 1848, Sánchez descubrió que ni la Isla Santa Catalina ni las Islas del Canal habían sido mencionadas directamente en el tratado y, por lo tanto, pertenecían legítimamente a México. Los Boinas querían utilizar la ocupación para crear conciencia sobre el hecho de que los mexicoamericanos habían sido sistemáticamente discriminados y privados de sus derechos desde la firma del tratado.

## Ocupación
El 30 de agosto de 1972, el periódico local de la isla, The Catalina Islander, informó que «un grupo de jóvenes boinas marrones fueron descubiertos acampados en el acantilado sobre el Casino, en la propiedad de Santa Catalina Island Company». El grupo, que estaba formado por 26 miembros de los Boinas Cafés, colocó una gran bandera mexicana en el punto sobre la Torre de las Campanas y llamó al lugar «Campo Tecolote».
Según Sánchez, el grupo no llegó a la isla con muchos recursos. Más tarde declaró: «Fui allí con 800 dólares. Eso es todo lo que tuve durante toda la operación. Compramos comida y, ya sabes, muchas chicas mexicoamericanas (de la isla) venían a nuestro campamento y nos traían enchiladas y frijoles». Un residente de Avalon, John Regalado, notó la reacción negativa que provocó el grupo y luego afirmó que «los lugareños comenzaron a llamar a los ocupantes "Brown Burritos" en lugar de Brown Berets (Boinas cafés)». Mientras tanto, el alcalde de Avalon, Ray Rydell, se negó a involucrar a las autoridades durante varias semanas, explicando que creía que si lo hubiera hecho, la Unión estadounidense por las Libertades Civiles probablemente se habría involucrado.

### Reacción local
La reacción local a la presencia de los Boinas Marrones se basó en gran medida en lineamientos raciales. Algunas familias mexicoamericanas locales, que en su mayoría trabajaban como empleadas domésticas o en la industria de servicios en Catalina, apoyaron al grupo. María López, residente de Catalina en ese momento, le dijo a Los Angeles Times que su madre y sus tías preparaban comida para el grupo y su padre la entregaba en el campamento de los Boinas. López afirmó: «Los mexicanos aquí, los chicanos, les dieron la bienvenida. Pero muchos gringos tenían miedo de venir a tomar el poder».
Las reacciones de la gente blanca del pueblo hacia los boinas fueron abrumadoramente negativas. El alcalde Rydell describió la ocupación como «una invasión» y comparó a los Boinas con los nazis, escribiendo: «en la verdadera comunidad democrática de Avalon, no hay estadounidenses con guiones: ni irlandeses-estadounidenses, ni noruegos-estadounidenses, ni mexicano-estadounidenses, sólo estadounidenses... No dejen que estos racistas boinas marrones los confundan». De hecho, la ocupación molestó tanto a la gente blanca del pueblo que se formó una turba para atacar a los Boinas. Según la cobertura de la época de The Catalina Islander, la turba «tipo justiciero» se reunió en el club de campo para «ir y golpear» a los Boinas, pero el sheriff Jack Vaughn los convenció de retirarse y permitir que las fuerzas del orden se ocuparan de los situación.

## Finalización
Poco más de tres semanas después del inicio de la ocupación, policías de la oficina del Sheriff del condado de Los Ángeles vinieron para hacer cumplir una «ordenanza de zonificación ilegal» el 22 de septiembre de 1972. Los Boinas cafés no resistieron y fueron escoltados fuera de la isla. Una anécdota local afirma que los Boinas corearon «Chicano Power» mientras partían, mientras que la gente blanca del pueblo cantaba «God Bless America». A su partida, el alcalde Rydell escribió: «Vivir en la misma ciudad durante tres semanas con estos mojados, soldados de chocolate, no fue agradable para nadie».

## Legado
En 1978, seis años después de la ocupación, el gobierno de México reconoció explícitamente la soberanía estadounidense sobre Catalina y las Islas del Canal en un tratado marítimo entre México y Estados Unidos.